# Can Marisch
Can Marisch és una casa dins del petit nucli de Valveralla, al nord del terme municipal de Ventalló al qual pertany. L'edifici es troba darrere l'església de Sant Vicenç, formant cantonada entre la Plaça de l'Empedrat i el Carrer de la Verge. Can Marisch és un casal que presenta diversos elements de tipus gòtico-renaixentista, en la seva vessant popular. El més probable és que fos bastit durant el segle xvi, tal como ho indica la data 1559 incisa sobre el portal d'entrada i que tingués posteriors remodelacions i ampliacions, com ho demostra l'altra llinda datada del 1793. Actualment forma part d'un allotjament rural independent (RCP).
Es tracta d'un edifici de planta rectangular, format per dos cossos adossats edificats en diferents èpoques. L'habitatge principal està format per tres crugies perpendiculars a la façana principal i està distribuït en planta baixa i pis, amb la coberta a dues vessants de teula. La façana principal presenta un portal d'accés d'arc de mig punt bastit amb grans dovelles de pedra, a la planta baixa, i dues finestres rectangulars al pis, emmarcades amb carreus de pedra i amb guardapols i ampit motllurat. De la crugia situada a l'extrem nord de la façana, originàriament destinada a les corts, destaca un portal d'arc rebaixat adovellat i una finestra de perfil mixtilini, amb la llinda decorada amb dos escuts. De la façana lateral destaquen les petites finestres bastides amb pedra i situades al pis, la central d'arc conopial. A l'interior, la construcció presenta sostres coberts amb voltes rebaixades i de canó, amb llunetes, bastides amb maons disposats a pla o bé de pedruscall. Les obertures que comuniquen les estances són rectangulars i emmarcades amb carreus de pedra o de mig punt adovellades. El cos adossat a ponent fou bastit al segle xviii i està distribuït en tres plantes, tot i que la galeria de maons del pis superior sembla de construcció més recent. A la planta baixa destaca el portal d'accés, d'arc carpanell adovellat amb la data 1793 damunt la clau. La resta d'obertures són rectangulars, algunes d'elles emmarcades amb pedra. Al costat nord de la casa hi ha un edifici annex, corresponent a l'antic paller, actualment en procés de rehabilitació. Presenta dues arcades de mig punt bastides amb pedra.
La construcció combina carreus ben escairats amb pedra sense treballar, tot lligat amb morter i amb alguna part del parament arrebossat.